# Hato Viejo (Yaracuy)
Hato Viejo es una población rural del municipio Nirgua, en el estado Yaracuy.

## Geografía
Hato Viejo se divide en varios sectores: Hato Viejo, Los Manires, Guayabal y La Araguata.
Limita al norte con la parroquia Temerla, al sur con la comunidad de Las Parchas, al este limita con el municipio Miranda, estado Carabobo, y al oeste con Salom.

## Historia
Hato Viejo es uno de los pueblos más antiguos de la región. Su historia se remonta al año de 1547, cuando Juan de Villegas descubrió el valle. Alrededor de la segunda mitad del siglo XVI, Vicente Díaz creó el hato que daría nombre al pueblo.
Para el principios del siglo XVIII Hato Viejo ya era un pueblo en crecimiento, contaba con una plaza mayor y una capilla. Sin embargo, en 1732, con la creación de la iglesia de Montalbán, se dejó de prestar atención al templo del pueblo, lo que trajo como consecuencia una profunda desidia por los años posteriores.Durante la segunda mitad del siglo XIX, gracias a los esfuerzos de Don Abelardo Lazo, se rescató la plaza; la casa "La Mariposa" se prestó para actividades culturales, se reavivó la religiosidad después de más de cien años, se comenzaron a celebrar las fiestas patronales y finalmente, el 8 de agosto de 1910 la comunidad inauguró la capilla San Isidro.
El 14 de febrero de 1981 se asfaltó la avenida principal de la comunidad gracias a la persistencia de los vecinos.
Hato viejo Dependió del curato de Nirgua hasta 1784, cuando pasó a formar parte de Temerla y luego a la parroquia Salom, en 1857. Nunca pudo elevarse a parroquia civil ni eclesiástica a pesar de los movimientos civiles, culturales y religiosos en los siglos XVIII y XIX.

## Cultura
Cada 15 de mayo se celebran las fiestas en honor a san Isidro, patrono del pueblo. También se hacen fiestas los 16 de julio, en honor a la virgen del Carmen. Además de la celebración de la Cruz de Mayo, la quema de Judas y la celebración de la Navidad y el fin de año, con las misas de aguinaldo, las comidas típicas y las parrandas.
- Datos: Q60828483